# كريس كينر
كريس كينر (بالإنجليزية: Chris Kenner)‏ هو كاتب أغاني ومغن مؤلف وموسيقي أمريكي، ولد في 25 ديسمبر 1929 في نيو أورلينز في الولايات المتحدة، وتوفي بنفس المكان في 25 يناير 1976 بسبب نوبة قلبية.

## وصلات خارجية
- كريس كينر على موقع IMDb (الإنجليزية)
- كريس كينر على موقع ميوزك برينز (الإنجليزية)
- كريس كينر على موقع قاعدة بيانات برودواي على الإنترنت (الإنجليزية)
- كريس كينر على موقع أول ميوزيك (الإنجليزية)
- كريس كينر على موقع ديسكوغز (الإنجليزية)